# Simon Barere
Simon Barere (eigentlich Barer, russisch Симон Барер; * 20. Augustjul. / 1. September 1896greg. in Odessa, damals Russisches Kaiserreich, heute Ukraine; † 2. April 1951 in New York) war ein russischer Pianist.

## Leben und Wirken
Geboren in einer armen jüdischen Familie als elftes von 13 Kindern, musste Barere nach dem Tod des Vaters bereits mit 11 Jahren den familiären Lebensunterhalt als Pianist in Stummfilmtheatern, Volksmusikgruppen und Restaurants mitbestreiten. Nach einigen Jahren an Odessas Kaiserl. Musikakademie wurde er im Alter von 16 Jahren am Sankt Petersburger Konservatorium durch Fürsprache von Alexander Glasunow aufgenommen, zunächst unterrichtet durch Anna Jessipowa, nach deren Tod durch Felix Blumenfeld.
1919 wurde Barere Professor am Kiewer Konservatorium, 1928 Kulturbotschafter in Riga. Während dieser Zeit waren ihm Auslandstourneen durch die Sowjethoheit verboten. 1932 emigrierte er nach Berlin, nach der Machtübernahme Hitlers 1933 nach Schweden. Zwischen 1934 und 1936 stieg Bareres internationaler Ruhm, und er ließ sich in den USA nieder. Am 2. April 1951 starb Barere während einer Aufführung des Grieg-Konzerts mit dem Philadelphia Orchestra unter Eugene Ormandy in der Carnegie Hall an einem Schlaganfall.
Barere galt als Pianist, der selbst technisch anspruchsvollste Werke und schnelle Tempi mühelos bewältigte. Der amerikanische Musikkritiker Harold C. Schonberg beschrieb, „je schwieriger die Musik,…, um so rascher spielte Barere“, und bezeichnete ihn als „Spiel-Maschine, die durch Geschwindigkeit, Genauigkeit und Mühelosigkeit verblüfft“.
Studioaufnahmen existieren nur aus dem Jahr 1936 bei His Master’s Voice, eine Auswahl von Liszt und Chopin-Werken, sowie russischen Komponisten. Legendär sind seine Mitschnitte aus der Carnegie Hall aus den Jahren 1946 bis 1949, die große Teile seines Repertoires (v. a. Liszt, Chopin und russische Komponisten) beinhalten.

## Diskografie

### Odeon 1929
- Franz Liszt: Gnomenreigen
- Frédéric Chopin: Etüde op 10/8; Walzer Nr. 5, op 42
- Sergei Rachmaninow: Polka de W.R.

### His Master’s Voice 1934-36
- Franz Liszt: La leggierezza; Petrarca-Sonett N°104; Gnomenreigen; Réminiscences de Don Juan; Valse oubliée N°1; Rhapsodie espagnole
- Frédéric Chopin: Scherzo Nr. 3, op 39; Mazurka Nr. 38, op 59/3; Walzer Nr. 5, op 42
- Mili Balakirew: Islamej
- Felix Blumenfeld: Etüde für die linke Hand
- Alexander Glasunow: Etüde op 31/1
- Alexander Skrjabin: Etüden opp 2/1, 8/12
- Leopold Godowsky: Renaissance Nr. 6 Tambourin, 12 Gigue
- Robert Schumann: Toccata op 7

### Carnegie Hall live 1946-49
- Johann Sebastian Bach: Chromatische Fantasie und Fuge BWV 903
- Robert Schumann: Toccata op 7; Traumes Wirren op 12/7; Carnaval op 9
- Carl Maria von Weber: Presto aus Klaviersonate N°1
- Leopold Godowski: Renaissance Nr. 6 Tambourin, 8 Pastorale, 12 Gigue
- Felix Blumenfeld: Etüde für die linke Hand
- Alexander Glasunow: Etüde op 31/1
- Alexander Skrjabin: Etüden op 8/10&12
- Sergei Rachmaninow: 2. Klavierkonzert, Préludes opp 23/5, 32/12; Polka de W.R.
- Mili Balakirew: Islamej
- Ludwig van Beethoven: Klaviersonate Nr. 27 op 90
- Franz Liszt: La Leggierezza, Un Sospiro; Klavierkonzert Nr. 1; Petrarca-Sonett Nr. 104; Klaviersonate h-moll; Rhapsodie espagnole; Gnomenreigen; Faust-Walzer; Funérailles; Ungar. Rhapsodie Nr. 12
- Frédéric Chopin: Andante spianato et Grande polonaise brillante; Nocturne Nr. 8 op 27/2; Fantasie op 49; Walzer Nr. 5, op 42; Impromptu Nr. 1 op 29; Ballade Nr. 1, op 23; Scherzo Nr. 3, op 39; Etüden op 10/4, 5, 8